# Маркович, Радомир
Радомир Маркович (сербохорв. Радомир Марковић, Radomir Marković, род. 11 августа 1946 года) — югославский и сербский государственный деятель, глава Управления государственной безопасности СРЮ в 1998—2001 годах. В 2008 году Верховный суд Сербии приговорил Марковича к сорока годам лишения свободы за организацию в 1999 году покушения на сербского политика Вука Драшковича. С 1970 по 2001 годы Маркович занимал посты в милиции Югославии и полиции Сербии; помощник Министра внутренних дел Югославии с августа 1993 по 1994 годы.

## Биография
Родился в семье боснийских сербов в Лукаваце (ныне одноимённая община, Босния и Герцеговина). Работал в югославской милиции. При президентстве Слободана Милошевича 27 октября 1998 года назначен главой Службы государственной безопасности Югославии, ушёл в отставку 25 января 2001 года после проигрыша Милошевичем президентских выборов.
Арестован в феврале 2001 года по обвинению в совершении ряда преступлений и злоупотреблении должностными полномочиями: Марковича обвинили в покушении на Вука Драшковича, совершённом в 1999 году и закончившимся гибелью четырёх человек. 18 июля 2005 года Белградский окружной суд признал Марковича виновным и приговорил его к 15 годам лишения свободы. Однако Верховный суд Сербии потребовал провести повторное расследование, по итогам которого Марковичу сократили срок до 8 лет лишения свободы. Но и этот вердикт был обжалован: в третий раз дело рассматривал лично Верховный суд, и 19 июня 2008 года Маркович был приговорён к 40 годам лишения свободы.
26 июля 2002 года Маркович выступил в качестве свидетеля МТБЮ на процессе над Слободаном Милошевичем. Давая показания, он признался, что подписал документ против югославского президента под давлением и что ему обещали сменить персональные данные, обеспечить гражданство другой страны и большое материальное вознаграждение в обмен на эти действия.